# La Candelaria (departament)
Departament La Candelaria (hiszp. Departamento La Candelaria) – departament położony północnej części prowincji Salta. Stolicą departamentu jest Iruya. W 2010 roku populacja departamentu wynosiła 5704. 
Od północy i zachodu departament La Candelaria graniczy z departamentem Guachipas od północy i wschodu z departamentem Rosario de la Frontera, a od południa z prowincją Tucumán
Zarówno na zachodzie departamentu jak i na jego wschodzie znajdują się łańcuchy górskie. Na wschodzie najwyższym szczytem jest Cerro Castillejos (2443 m n.p.m.). Środkowa część jest w miarę płaska. Przebiega przez nią Droga krajowa 9 (La Ruta Nacional 9) prowadząca z Buenos Aires do granicy z Boliwią. 
W skład departamentu wchodzą m.in. miejscowości: La Candelaria, El Tala, El Jardin.